# Heliamphora
Heliamphora é um gênero botânico pertencente à família Sarraceniaceae composto por 16 espécies endémicas das latitudes equatoriais da América do Sul.

## Espécies
- Heliamphora chimantensis
- Heliamphora elongata
- Heliamphora exappendiculata
- Heliamphora folliculata
- Heliamphora glabra
- Heliamphora heterodoxa
- Heliamphora hispida
- Heliamphora ionasii
- Heliamphora minor
- Heliamphora neblinae
- Heliamphora nutans
- Heliamphora pulchella
- Heliamphora sarracenioides
- Heliamphora tatei

## Híbridos naturais
Pelo menos 5 híbridos naturais estão descritos.
- H. chimantensis × H. pulchella
- H. elongata × H. ionasii
- H. exappendiculata × H. glabra
- H. glabra × H. nutans
- Híbridos entre H. hispida e H. tatei e possivelmente entre alguma espécie ainda não descrita

## Referências

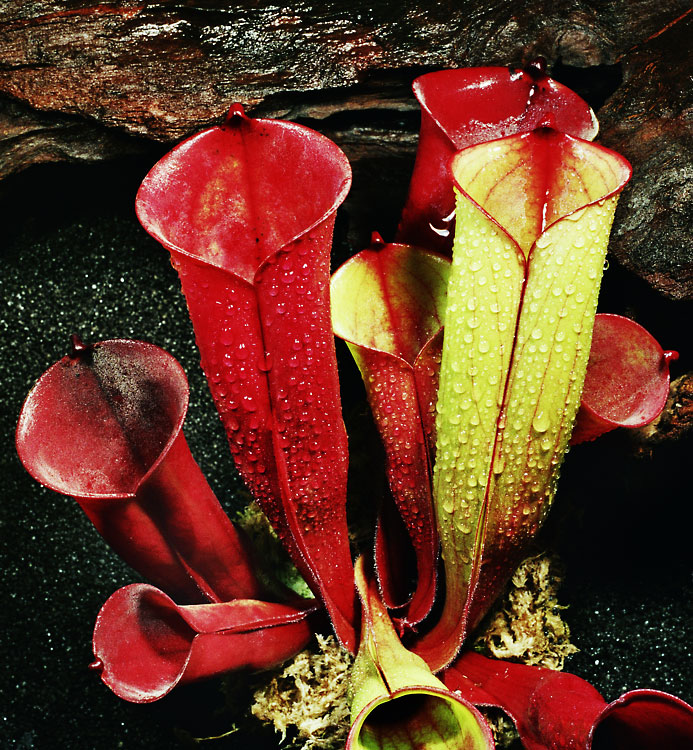
Heliamphora folliculata